# Santiago Fujimori
Santiago Inomoto Fujimori (Lima, 3 de dezembro de 1946) é um advogado e político peruano, é o irmão mais novo do ex-presidente Alberto Fujimori. Foi membro do Congresso no período de 2006 a 2011 representando Lima, depois de ter obtido 22.992 votos nas eleições de 2006 [1] na qual ele também concorreu sem sucesso para a Primeira Vice-Presidência pela Aliança para o Futuro liderada por Martha Chávez. Também trabalhou como conselheiro durante o governo de seu irmão.

## Educação
Santiago Fujimori formou-se na Universidade Nacional de San Marcos, onde obteve um bacharelado em 1974 e um diploma de direito em 1975.

## Carreira política
Durante a presidência de seu irmão, Alberto Fujimori, ele serviu como conselheiro. Ele estava envolvido em um caso sobre uma suposta compra irregular do Avião Presidencial. Quando o regime de seu irmão caiu, ele ficou longe da política.

Nas eleições de 2006, ele foi eleito deputado, representando a cidade de Lima para o mandato de 2006 a 2011 depois de obter 22.992 votos, no qual ele também concorreu sem sucesso para primeiro-vice-presidente como companheiro de chapa de Martha Chávez sob a coalizão Fujimorista, Aliança para o Futuro. Ele se aposentou da política depois que perdeu o cargo quando concorreu sem sucesso à reeleição nas eleições de 2011 sob o partido Força Popular de sua sobrinha, Keiko, representando a Região de Lima, mas não foi eleito.